# John Erick Dowdle
John Erick Dowdle (ur. w 1973 roku w Saint Paul) – amerykański reżyser, scenarzysta i producent filmowy.
Absolwent Uniwersytetu Nowojorskiego. Jego bratem jest Drew Dowdle, producent i scenarzysta, z którym często współpracuje.

## Filmografia (wybór)
- 2008: Kwarantanna (reżyseria i scenariusz)
- 2010: Diabeł (reżyseria)
- 2015: No Escape (reżyseria i scenariusz)
- 2018: Waco (miniserial – reżyseria, scenariusz, producent)